# Séries de divisions de la Ligue américaine de baseball 2003
Les Séries de divisions de la Ligue américaine de baseball 2003 représentent le premier tour des séries éliminatoires de la Ligue majeure de baseball en 2003. 
Ce tour éliminatoire est constitué de deux séries disputées au meilleur de cinq parties par quatre clubs de la Ligue américaine de baseball, l'une des deux composantes des Ligues majeures de baseball. Elles sont jouées du mardi 30 septembre au lundi 6 octobre 2003 et qualifient pour la Série de championnat 2003 de la Ligue américaine les Yankees de New York et les Red Sox de Boston.
En route vers le dernier de six titres de la Ligue américaine en huit ans, les Yankees de New York éliminent les Twins du Minnesota trois victoires à une dans leur Série de divisions, tandis que les Red Sox de Boston triomphent des Athletics d'Oakland trois matchs à deux.

## Yankees de New York vs Twins du Minnesota
La fiche de 101 victoires et 61 défaites des Yankees de New York est la meilleure de la Ligue américaine en 2003 et la meilleure du baseball majeur, à égalité avec les Braves d'Atlanta de la Ligue nationale. C'est la seconde de trois saisons consécutives de plus de 100 victoires pour les Yankees, qui avec 6 matchs d'avance sur le club de seconde place (Boston) remportent le 6e de 9 titres consécutifs de la division Est de la Ligue américaine et décrochent la 9e de 13 qualifications consécutives en séries éliminatoires. En route vers la Série mondiale 2003, qu'ils perdent aux mains des Marlins de la Floride, les Yankees remportent le dernier de 6 titres de la Ligue américaine en 8 saisons. 
Avec 90 victoires et 72 défaites en saison régulière 2003, les Twins du Minnesota remportent le second de trois titres consécutifs de la division Centrale de la Ligue américaine, terminant 4 victoires devant leurs plus proches poursuivants, les White Sox de Chicago. Les Twins sont qualifiés en séries éliminatoires 6 fois en 9 ans de 2002 à 2010, mais après avoir atteint la Série de championnat en 2002, ils sont à partir de 2003 chaque fois éliminés dès le premier tour, en Séries de divisions.

### Calendrier des rencontres
| Match | Date         | Visiteur            | Hôte                | Score |
| ----- | ------------ | ------------------- | ------------------- | ----- |
| 1     | 30 septembre | Twins du Minnesota  | Yankees de New York | 3 - 1 |
| 2     | 2 octobre    | Twins du Minnesota  | Yankees de New York | 1 - 4 |
| 3     | 4 octobre    | Yankees de New York | Twins du Minnesota  | 3 - 1 |
| 4     | 5 octobre    | Yankees de New York | Twins du Minnesota  | 8 - 1 |

### Match 1
Mardi 30 septembre 2003 au Yankee Stadium, New York, New York.
| Twins du Minnesota | 0 | 0 | 1 | 0 | 0 | 2 | 0 | 0 | 0 | 3 | 8 | 0 |
| Yankees de New York | 0 | 0 | 0 | 0 | 0 | 0 | 0 | 0 | 1 | 1 | 9 | 1 |
| Lanceurs partants : MIN : Johan Santana NYY : Mike Mussina Vic. : LaTroy Hawkins (1-0) Déf. : Mike Mussina (0-1) Sauv. : Eddie Guardado (1) |   |   |   |   |   |   |   |   |   |   |   |   |

### Match 2
Jeudi 2 octobre 2003 au Yankee Stadium, New York, New York.
| Twins du Minnesota | 0 | 0 | 0 | 0 | 1 | 0 | 0 | 0 | 0 | 1 | 4 | 1 |
| Yankees de New York | 1 | 0 | 0 | 0 | 0 | 0 | 3 | 0 | X | 4 | 8 | 1 |
| Lanceurs partants : MIN : Brad Radke NYY : Andy Pettitte Vic. : Andy Pettitte (1-0) Déf. : Brad Radke (0-1) Sauv. : Mariano Rivera (1) HRs : MIN : Torii Hunter (1) |   |   |   |   |   |   |   |   |   |   |   |   |

### Match 3
Samedi 4 octobre 2003 au Metrodome, Minneapolis, Minnesota.
| Yankees de New York | 0 | 2 | 1 | 0 | 0 | 0 | 0 | 0 | 0 | 3 | 8 | 1 |
| Twins du Minnesota | 0 | 0 | 1 | 0 | 0 | 0 | 0 | 0 | 0 | 1 | 5 | 0 |
| Lanceurs partants : NYY : Roger Clemens MIN : Kyle Lohse Vic. : Roger Clemens (1-0) Déf. : Kyle Lohse (0-1) Sauv. : Mariano Rivera (2) HRs : NYY : Hideki Matsui (1) MIN : A. J. Pierzynski (1) |   |   |   |   |   |   |   |   |   |   |   |   |

### Match 4
Dimanche 5 octobre 2003 au Metrodome, Minneapolis, Minnesota.
| Yankees de New York | 0 | 0 | 0 | 6 | 0 | 0 | 0 | 1 | 1 | 8 | 13 | 0 |
| Twins du Minnesota | 0 | 0 | 0 | 1 | 0 | 0 | 0 | 0 | 0 | 1 | 9  | 1 |
| Lanceurs partants : NYY : David Wells MIN : Johan Santana Vic. : David Wells (1-0) Déf. : Johan Santana (0-1) HRs : NYY : Derek Jeter (1) |   |   |   |   |   |   |   |   |   |   |    |   |

## Athletics d'Oakland vs Red Sox de Boston
Après des saisons de 102 et 103 victoires en 2001 et 2002, respectivement, les Athletics d'Oakland gagnent 96 matchs et subissent 66 défaites en 2003 pour terminer au premier rang de la division Ouest de la Ligue américaine, avec une avance de 3 matchs sur leurs plus proches poursuivants, les Mariners de Seattle. Les Athletics de l'ère Moneyball décrochent ainsi un second titre de division consécutif, leur 3e en 4 ans, et la dernière de 4 qualifications consécutives en séries éliminatoires. Pour la 4e fois de suite, cependant, ils sont éliminés dès le premier tour, en Série de divisions. 
Qualifiés comme meilleurs deuxièmes de la Ligue américaine après avoir terminé à 4 victoires des Yankees de New York dans la division Est, les Red Sox de Boston, détenteurs d'une fiche de 95-67 en saison régulière 2003, jouent en séries éliminatoires pour la première fois depuis 1999. C'est pour Boston la première de trois qualifications consécutives, chaque fois comme meilleurs deuxièmes, qui permettront aux Red Sox de mettre fin à la malédiction du Bambino l'année suivante en gagnant la Série mondiale 2004.

### Calendrier des rencontres
| Match | Date        | Visiteur            | Hôte                | Score              |
| ----- | ----------- | ------------------- | ------------------- | ------------------ |
| 1     | 1er octobre | Red Sox de Boston   | Athletics d'Oakland | 4 - 5 (12 manches) |
| 2     | 2 octobre   | Red Sox de Boston   | Athletics d'Oakland | 1 - 5              |
| 3     | 4 octobre   | Athletics d'Oakland | Red Sox de Boston   | 1 - 3 (11 manches) |
| 4     | 5 octobre   | Athletics d'Oakland | Red Sox de Boston   | 4 - 5              |
| 5     | 6 octobre   | Red Sox de Boston   | Athletics d'Oakland | 4 - 3              |

### Match 1
Mercredi 1er octobre 2003 au Network Associates Coliseum, Oakland, Californie.

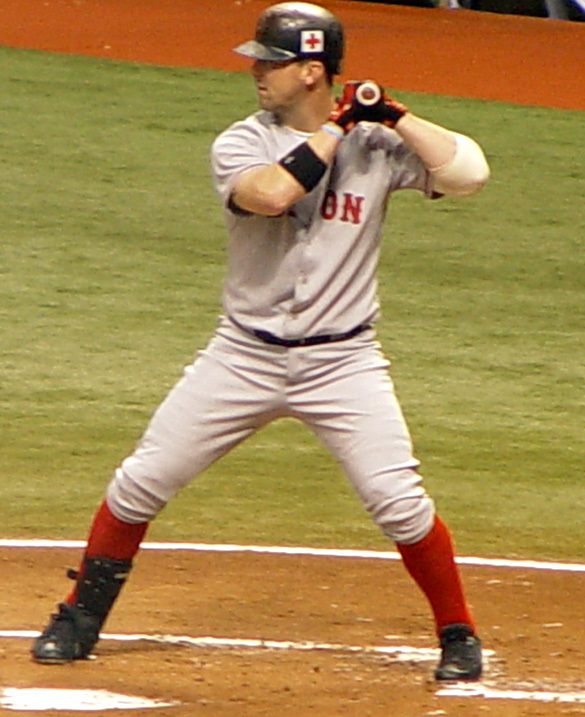
Le circuit de Trot Nixon en 11e manche du 3e match permet aux Red Sox d'éviter l'élimination.

| Red Sox de Boston | 1 | 0 | 0 | 0 | 1 | 0 | 2 | 0 | 0 | 0 | 0 | 0 | 4 | 12 | 2 |
| Athletics d'Oakland | 0 | 0 | 3 | 0 | 0 | 0 | 0 | 0 | 1 | 0 | 0 | 1 | 5 | 8  | 0 |
| Lanceurs partants : BOS : Pedro Martínez OAK : Tim Hudson Vic. : Rich Harden (1-0) Déf. : Derek Lowe (0-1) HRs : BOS : Todd Walker (1, 2), Jason Varitek (1) |   |   |   |   |   |   |   |   |   |   |   |   |   |    |   |

### Match 2
Jeudi 2 octobre 2003 au Network Associates Coliseum, Oakland, Californie.
| Red Sox de Boston                                                                                           | 0 | 0 | 1 | 0 | 0 | 0 | 0 | 0 | 0 | 1 | 6 | 1 |
| Athletics d'Oakland                                                                                         | 0 | 5 | 0 | 0 | 0 | 0 | 0 | 0 | X | 5 | 6 | 0 |
| Lanceurs partants : BOS : Tim Wakefield OAK : Barry Zito Vic. : Barry Zito (1-0) Déf. : Tim Wakefield (0-1) |   |   |   |   |   |   |   |   |   |   |   |   |

### Match 3
Samedi 4 octobre 2003 au Fenway Park, Boston, Massachusetts.
| Athletics d'Oakland | 0 | 0 | 0 | 0 | 0 | 1 | 0 | 0 | 0 | 0 | 0 | 1 | 6 | 4 |
| Red Sox de Boston | 0 | 1 | 0 | 0 | 0 | 0 | 0 | 0 | 0 | 0 | 2 | 3 | 7 | 2 |
| Lanceurs partants : OAK : Ted Lilly BOS : Derek Lowe Vic. : Scott Williamson (1-0) Déf. : Rich Harden (1-1) HRs: BOS : Trot Nixon (1) |   |   |   |   |   |   |   |   |   |   |   |   |   |   |

Trot Nixon est le héros du 3e match pour Boston. Les Red Sox, risquant l'élimination, remportent le match 3-1 grâce à un circuit de deux points de Nixon en fin de 11e manche contre le lanceur Rich Harden.

### Match 4
Dimanche 5 octobre 2003 au Fenway Park, Boston, Massachusetts.
| Athletics d'Oakland | 0 | 1 | 0 | 0 | 0 | 3 | 0 | 0 | 0 | 4 | 11 | 1 |
| Red Sox de Boston | 0 | 0 | 2 | 0 | 0 | 1 | 0 | 2 | X | 5 | 7  | 0 |
| Lanceurs partants : OAK : Tim Hudson BOS : John Burkett Vic. : Scott Williamson (2-0) Déf. : Keith Foulke (0-1) HRs : OAK : Jermaine Dye (1) BOS : Johnny Damon (1), Todd Walker (3) |   |   |   |   |   |   |   |   |   |   |    |   |

### Match 5
Lundi 6 octobre 2003 au Network Associates Coliseum, Oakland, Californie.
| Red Sox de Boston | 0 | 0 | 0 | 0 | 0 | 4 | 0 | 0 | 0 | 4 | 6 | 0 |
| Athletics d'Oakland | 0 | 0 | 0 | 1 | 0 | 1 | 0 | 1 | 0 | 3 | 7 | 0 |
| Lanceurs partants : BOS : Pedro Martínez OAK : Barry Zito Vic. : Pedro Martínez (1-0) Déf. : Barry Zito (0-1) Sauv. : Derek Lowe (1) HRs : BOS : Jason Varitek (2), Manny Ramírez (1) |   |   |   |   |   |   |   |   |   |   |   |   |